# Фотографија у Србији
Фотографија у Србији. Убрзо након обелодањивања проналаска фотографије, 19. августа 1839. у Паризу, ова делатност се појавила у аустроугарским и јужнословенским земљама, па и у Кнежевини Србији.

## 19. век

### Раздобље дагеротипије
Прву фотографску технику дагеротипију, то јест фотографију на металу, у Србији је први применио трговац Димитрије Новаковић, који је за време боравка у Паризу 1839. научио поступак код проналазача Луја Дагера. Литограф, сликар и уметник примењених уметности Анастас Јовановић научио је дагеротипски поступак у Бечу и већ га је 1841. применио: најпре је начинио свој „Аутопортрет“ (дело је сачувано, налази се у Народном музеју у Београду), затим је дошао у Београд и дагеротиписао кнеза Михаила. Брзој популаризацији дагеротипије највише су допринели путујући дагеротиписти. Најранији који је долазио у Србију био је Јосиф Капилери; деловао је за кратко у Београду у лето 1844.

### Талботипија
После 1850. путујући фотографски мајстори напуштају дагеротипију и уводе трајнији поступак, тзв. талботипију, то јест фотографију на папиру (среће се и под називом калотипија). Живећи и радећи у Бечу Анастас Јовановић је прихватио тај поступак 1844. и годинама га користио приликом портретисања личности из културног, црквеног и политичког живота Кнежевине Србије, које су долазиле у Беч. Та дела су већином сачувана и налазе се у Збирци фотографија Музеја града Београда. 
Око 1851. талботипију је прихватио и Георгије Кнежевић, први српски фотограф у Војводини, који се убрзо затим определио за колодијумски поступак, и фотографије на албуминском папиру.

### Отварање сталних атељеа
Средином 19. века стекли су се услови за оснивање сталних фотографских атељеа. У Београду 1861. почиње са радом фотограф Флоријан Гантенбајн. Међу првим српским атељеима, отвореним у Београду је и атеље Георгија Ђоке Краљевачког на Зеленом Венцу и у Кнез Михаиловој улици на бројевима 3,8 и 19. Опште прихватање колодијумске, тзв. мокре плоче и увођење популарних и јефтинијих фотографија облика и величине посетнице (и литератури о историји фотографије среће се и израз "формат Carte-de-visite"), почетком шездесетих година доводи до даљег ширења фотографије и оснивања фото-атељеа и у мањим местима.

### Фотографска документација
Основна делатност свих фотографских атељеа била је снимање грађанских портрета, али се повремено јављају и прве документарне фотографије, ведуте и панораме градова. Поред задовољавања пробитачних и комерцијалних захтева, фотографи су тежили да допринесу и очувању културне баштине. Мојсило Живојиновић из Шапца нудио је да уз помоћ Министарства просвете сними “српске манастире, развалине и друге старине” (1863); Анастас Јовановић је на више фотографија забележио маја 1867. историјске сцене пред одлазак турске посаде из Београда – српске војнике на бедему Београдске тврђаве, и “турску изређану војску”. Средином те деценије фотографија добија место и у раду Српског ученог друштва. Ангажован је фотограф Р. Мусил да фотографише кућу Доситеја Обрадовића (1865), а годину дана доцније и фотограф Гантенбајн за истог поручиоца фотографише исту кућу. Када је започела припрема тзв. “Словенског састанка” (Етнографске изложбе у Москви), 1867. године, у екипи за припрему нашао се и фотограф Панта Христић који је неуморно фотографисао етнолошке садржаје по избору етнографа Милана Ђ. Милићевића и сликара Стеве Тодоровића. Шабачки фотограф Мориц Клемпфнер предлагао је 1869. Српском ученом друштву “да стереоскопски обради етнографске, историјске и остале знаменитости”. Прве репортажне фотографије у српској историји, са прославе 50-годишњице Таковског устанка у Топчидеру, снимио је “на Духове”, 1865. Анастас Н. Стојановић, досељеник из Бугарске и један од најранијих атељејских фотографа у Београду. Стојановић је био и први дворски фотограф у Србији и творац многобројних портрета кнеза Михаила и других познатих личности и грађана Београда, током седме деценије 19. века.
Сматра се да је прва жена фотограф у Србији била Ана Фелдман која се фотографијом бавила професионално у раздобљу 1865-1868.
- Петар II Петровић Његош
- Вук Стефановић Караџић
- Михаило Обреновић
- Љубомир Ненадовић

### И. В. Громан
Документарне фотографије изузетно велике вредности остварио је и недовољно познати фотограф за кога се претпоставља да се звао И. В. Громан. Није поуздано утврђено да ли је био у ратном саставу јединица генерала Черњајева у Српско-турском рату, 1876, или се као цивилни фотограф придружио руским добровољцима. Под називом “Призори из Србије”, поред сцена са бојишта или у позадини, исти фотограф је забележио и пределе кроз које је прошао, а оставио је и драгоцену серију ентеријерних призора и фотографија београдских улица. Лазар Лецтер из Ниша снимао је изградњу пруге Ниш-Пирот и пределе у околини. У последњој деценији века Д(имитрије?). Крстовић је снимио откривање споменика кнеза Михаила (1882). а В(аса?) Даниловић долазак румунског краља Карола у Београд (1884).
Током априла и маја 1888. Београд је посетио један од браће Де Жон из Париза и том приликом направио серију фотографија које су приказане 2014. године на изложби.

### Милан Јовановић
Од средине шесте деценије па до краја 19. века судбина српске фотографије готово да је искључиво у рукама професионалаца. Драгоцен допринос сагледавању урбаног језгра Београда дао је Милан Јовановић, син вршачког фотографа Стевана Јовановића и брат сликара, академског реалисте Паје Јовановића. Између 1890—1914, он је сукцесивно снимао варошке махале и дорћолске авлије, београдске тргове, улице и вртове, екстеријере и ентеријере двора Обреновића. Те фотографије је Јовановић производио у облику оригиналних фотографских разгледница (штампане поштанске карте са фотографијом, у форми какву познајемо, постоје од 1896). Он је спретно комбиновао знања стечена на школовању у Бечу, Минхену, Паризу и Трсту, која је обогатио сопственим искуством и развијеним осећањем за ликовност. Његове фотографије познатих личности – Милована Глишића, Тодора Стефановића Виловског, Ане Лозанић, Јована Дучића, Боре Станковића, Веле Нигринове, чича-Илије Станојевића и других – одликују се снажно израженом карактеризацијом лика, а по модалитетима ликовног израза унеле су нови дух у српску фотографију.

### Георгије Краљевачки
Крајем 19. века деловао је и Георгије Краљевачки (у литератури се среће и као Ђока Краљевачки). Углавном је портретисао савременике из средње и више грађанске класе, ратнике српских ратова и јавне личности. Фотографисао и венчања и друге пригодне свечаности. Како је фотографска слика постајала све јефтинија, тако је она престајала да буде привилегија само малог броја имућних, и постајала свакодневица код све већег броја људи, омогућујући им да и на тај начин памте сопствену прошлост. Радио прво у Новом Саду а потом у Београду „Преко пута зеленог венца“.

## 20. век

### Рађање фотографа аматера
Током последње деценије 19. века ситуација се знатно променила. Све је више оних које не задовољава статичност и униформност атељејске фотографије, па се више окушавају љубитељи фотографије који у том медију наслућују нове могућности изражавања. После 1891. организовано фото-аматерство прераста у светски покрет за подстицање уметничких настојања у фотографији. То кретање имало је одјека и у српском културном простору. Истина, први фотоаматери су се јавили већ средином осме деценије 19. века: урбаниста Емилијан Јосимовић, дипломата Михаило Ристић, лекар др Војислав Суботић, књижевник Бранислав Нушић... Године 1901. београдски аматери покренули су Прву изложбу аматерске фотографије у Србији, а убрзо затим основали и први фото клуб. Упоредо, појавили су се први теоријски написи о фотографији као уметности. Такви чланци јављају се и у београдском часопису Фотографски преглед, који је почео да излази 1911. године.

### Балкански и Први светски рат
Фотографи су забележили ратна збивања, најпре у балканским ратовима, па у Првом светском рату, нарочито повлачење српске војске кроз Албанију. Истакнути фотографи су Риста Марјановић, Самсон Чернов, Владимир Бецић, Драгиша Стојадиновић и Ристо Шуковић.

### Фотографија после 1918.
После 1918. новински фотографи углавном су таворили по новинским редакцијама, усмерени на појединачне снимке, јер су листови били недовољно заинтересовани за фото-репортажу. Ипак, унеколико су се наметнула три имена: Владимир Бенчић, Светозар Грдијан и, најистакнутија личност међу њима, Александар Аца Симић. Креативна, тзв. уметничка фотографија се развијала сопственим путевима, што се јасно показало на Првој југословенској изложби фотографије у Београду 1935. У развитку српске уметничке фотографије посебно су биле успешне тридесете године 20. века, а Београд је у то време постао главно жариште фотографске делатности. Али фотоаматерска повезаност је и даље била недовољна, све је ослоњено на ентузијазам појединаца. Први српски фото клуб, основан почетком века, угашен је, а готово три деценије касније, 1928, покренут је Београдски фото клуб (БФК), за шта је највеће заслуге имао Александар Костић, лекар и ратни фотограф, који је, такође, био и оснивач Фото-службе на Медицинском факултету у Београду. Тако се, поред напора српских астронома и правника који су то урадили раније, успоставило још једно од језгара научне фотографије у Србији. У истом језгру покренуто је и писање фотографске литературе (истакнути писац је Александар Шафрански). У Белој Цркви и Вршцу су основани фото клубови, за шта је највећу заслугу имао свештеник Милорад Радовић, који је 1930. године у Вршцу покренуо и часопис Југословенска фотографија. Око 1933-те основана је Фото-секција Српског планинарског друштва. Током тридесетих година приређено је неколико фотографских изложаба, а поједини аутори с успехом су излагали фотографска дела и изван своје средине. Српски аутори се у то време опредељују између реалистичке, па чак и социјално-критичке фотографије (нпр. Ратко Стефановић) и пикторијализма (нпр. Војислав Јовановић), да би се после тога почели занимати за село, фолклорне мотиве и типичне српске пределе (Станоје Бојовић), уз повремене повратке романтичарским темама и импресионистичком начину изражавања. Посредством Бранибора Дебељковића и Војислава Маринковића, који су пред рат постали чланови Фото клуба “Загреб”, ширени су пикторијални утицаји прекосавских фотографских искустава и на друге српске фотографе аматере. Та два истакнута српска фотографска аутора, потпомогнута са још неким истомишљеницима, учествовали су у децембру 1939. у оснивању нове фотографске организације – Клуба фото аматера „Београд“ (КФАБ), једног од најзначајнијих језгара савремене српске фотографије.

### Новинска фотографија пред Други светски рат - Милан Роглић
Непосредно после Првог светског рата Милан Роглић, захваљујући помоћи француске владе, завршио је фотографски занат у Марсељу. Вратио се у Београд и постао фото-репортер београдског вечерњег листа „Правда“. У том времену био је међу тројицом најпознатијих мајстора новинске фотографије у Београду. Пред сами Други светски рат, постао је званични фотограф у Председништву владе Милана Недића. После рата радио је као фотограф са радњом у улици Иве Лоле Рибара 37 (касније Светогорска).
У великом броју његових фотографија значајем и посебношћу се издваја једна. То је фотографија демонстрација по београдским улицама против приступања Краљевине Југославије Тројном пакту 27. марта 1941. године, коју неки пореде са Делакроовом сликом „Слобода предводи народ“. Та фотографија је после Другог светског рата постала обавезна у свим школским читанкама и уџбеницима. По важности и квалитету репортерског израза, као и по важности догађаја о којим говори, сврстана је у ред најважнијих српских историјских фотографија, заједно са фотографијама прелаза српске војске преко Везировог моста у Првом светском рату и Скригинове "Мајке Кнежпољке“ настале у српском страдању партизана и изгнаних козарачких Срба у Другом светском рату.

### Под немачком окупацијом
У Другом светском рату поједини фотографи стварају вредна фотографска дела (Жорж Скригин, Павле Бојчевић, Саво Оровић), Данило Гаговић, и др.

### После 1945.
Прве изложбе фотографија у послератном раздобљу организоване су 1948. године, а фото-аматери се окупљају око организације Народна техника која је доприносила како подизању техничке културе у народу тако и међусобном упознавању и зближавању стваралаца и фото-група из свих крајева земље. Исте године основан је Републички одбор Србије за фотоаматерство, затим покренут у Београду часопис Фотографија (каснији називи су Фото-ревија, Фото-кино ревија), замишљен као службено гласило свих југословенских фотографских друштава. Српски фотограф-аматер Аркадије Столипин (након окупације живео у Швајцарској) уз помоћ Бранибора Дебељковића покренуо иницијативу да Југославија, преко своје тадашње фото-организације, приступи групи десет земаља које су 1950. основале Међународни савез фотографске уметности FIAP. Осврти и студије о фотографији излазе у листовима, стручним публикацијама и часописима (Београдски објектив, Култура, Уметност, Ликовни живот)... Београдско издавачко предузеће „Техничка књига“ покренуло је издавање фотографске литературе, а истакнути писци били су Живојин Јеремић и Видоје Мојсиловић. 
Најистакнутијим афирмисаним фото-аматерима омогућено је приступање чланству уметничког удружења УЛУС и стицање статуса слободног уметника. Уз аматере, који су несумњиво били водећа покретачка снага, и неки професионални фотографи давали су допринос развитку и афирмацији српске фотографије. Тематике фотографских дела су различите, аутори су навише обузети проблемима актуелног живота (Дебељковић, Маринковић, Милош Павловић), развојем фотожурнализма (Томислав Петернек), експерименталним преокупацијама (Миодраг Ђорђевић, Александар Саша Павловић, Стефан Богдановић), издавањем фотомонографија (Иво Етеровић, Бранислав Стругар, Драгољуб Замуровић), портретном фотографијом (Александар Долгиј, Драган С. Танасијевић, Драгиша Радуловић, Бранко Белић) други.

### Фотографије у штампи
Упоредо, у новинској фотографији остваривани су све виши домети кроз рад фото-репортера различитих генерација – Стевана Крагујевића, Живорада Вучића, Николе Девића, Николе Павићевића Стенлија, Добривоја Урошевића, Стевана и Ане Лазукић, Томислава Петернека, Милета Јелисијевића... Сврставајући се повремено у уже тематске оквире, истицали су се у спортској фотографији Никола Бибић, Милорад Мицко Бугарчић, Доброслав Поповић Синга, Момчило Мома Вучићевић, Волтер Јадрешин, Жика Милутиновић, Александар Аца Војновић и Миодраг Миле Стефановић.

### Фотографија као примењена уметност
У облицима фотографије као примењене уметности истакао се запаженим портретима јавних личности, или обликовањем разних издања Драгољуб Кажић, у апликовању експерименталне фотографије у боји у графички дизајн Секула Меденица, Душан Кнежевић и Стефан Богдановић, у фотографијама моде и савременог одевања Србољуб Вранић, Велисав Томовић, Владимир Бачлија, и неки други.

### Облици деловања на крају 20. века
Многи облици фотографског деловања у Србији после Другог светског рата, укључујући ту не само оснивање клубова, збирки, галерија, покретање изложаба, издавачке делатности, писања фотографске литературе, него и иницирање популарних трибина, предавања, курсева или анимације фотографског живота успостављени су највише заслугом Живојина Јеремића и Стевана Ристића (Фото савез Југославије, Салон фотографије), Драгољуба Кажића (Факултет примењених уметности), Генадија Муравјова и Драгољуба Тошића (Фото-кино савез Србије), Николе Радошевића (УСУФ и Галерија фотографије), Ђорђа Букилице (Фото клуб “Београд”), Горана Малића (Фото клуб “Београд” и касније Национални центар за фотографију), Предрага Милосављевића (Фото-служба „Политике"), и др.
Последња деценија 20. века бележи сасвим различите облике изражавања у новинској, примењеној, уметничкој фотографији или фотографији као медију уметника, и ни број аутора није мали. Богатство ових садржаја огледа се највише у Београду, али се често веома значајне акције (изложбе, групне и самосталне, или ауторске фото-монографије), остварују и у Новом Саду (изложбена галерија „Златно око“, касније Галерија Фото. кино и видео-савеза Војводине), Крагујевцу (Народни музеј), Ваљеву (Фото клуб), Чачку (Салон фотографије), и другде, где је активност у фотографији нарочито порасла током последње две деценије 20. века.